# NGC 5914B/1
NGC 5914B/1 је спирална галаксија у сазвежђу Волар која се налази на NGC листи објеката дубоког неба.
Деклинација објекта је + 41° 53' 26" а ректасцензија 15h 18m 45,3s. Привидна величина (магнитуда) објекта NGC 5914 износи 16,0 а фотографска магнитуда 16,8. NGC 5914B1 је још познат и под ознакама MCG 7-31-56, PGC 54653.